# Leimuiderbrug (Haarlemmermeer)
Leimuiderbrug is een van de kleinere dorpen in de Noord-Hollandse gemeente Haarlemmermeer. In 2023 bezat het dorp 23 woningen en 55 inwoners. Het dorpje ligt aan de zuidoostelijke rand van de polder aan de Leimuiderdijk aan de ringvaart, tegenover Leimuiden. De provinciale weg N207 loopt door Leimuiderbrug en vormt de verbinding met Leimuiden en aan de andere kant naar de A4 en Nieuw-Vennep.
Ten zuidwesten ligt Weteringbrug, ten noordoosten Burgerveen.
In 1912 werd langs de Haarlemmermeerspoorlijn: spoorlijn Hoofddorp - Leiden Heerensingel van de Hollandsche Electrische-Spoorweg-Maatschappij (HESM) in Leimuiderbrug ten westen van de brug het station Leimuiden geopend. Nadat de lijn in 1935 was opgeheven, is het station in 1952 gesloopt.
Plaatsen: Abbenes · Badhoevedorp · Beinsdorp · Buitenkaag · Burgerveen · Cruquius · Haarlemmerliede · Halfweg · Hoofddorp · Leimuiderbrug · Lijnden · Lisserbroek · Nieuw-Vennep · Rijsenhout · Rozenburg · Schiphol · Schiphol-Rijk · Spaarndam-Oost · Spaarnwoude · Vijfhuizen · Weteringbrug · Zwaanshoek · Zwanenburg

Gehuchten en buurtschappen: Aalsmeerderbrug · Boesingheliede · Cruquius-Oost · De Hoek · Huigsloot · 't Kabel · De Liede · Nieuwebrug · Nieuwe Meer · Oude Meer · Penningsveer · Schiphol-Oost · Vinkebrug · Vredeburg · Weberbuurt

Voormalige gemeente: Haarlemmerliede en Spaarnwoude

Noord-Holland: Steden en dorpen      Nederland: Provincies · Gemeenten